# こんにゃく橋
こんにゃく橋（こんにゃくばし）とは、流れ橋、沈下橋、もぐり橋に対する地元住民による通称のひとつ。
橋桁が橋脚に頑固に固定されておらず、人が渡るたびにこんにゃくのようにくねくね揺れる様から、こんにゃく橋と呼ばれるようになった橋は日本全国に存在した。しかし幅員が狭く欄干がないなどの安全上の問題や老朽化により撤去されたり他の形式の橋に架け替えられたりしている。
なお、佐賀市中の館町にある蒟蒻橋はいわゆる流れ橋の類ではなく由来が異なる。

## 脚註
1. ↑  これらの橋のいくつかは「こんにゃく橋」が正式名となっている。
2. ↑  蒟蒻橋｜さがの歴史・文化お宝帳